# Tephrocybe ferruginella
Tephrocybe ferruginella är en svampart som först beskrevs av A. Pearson, och fick sitt nu gällande namn av Peter D. Orton 1984. Tephrocybe ferruginella ingår i släktet Tephrocybe och familjen Lyophyllaceae.   Inga underarter finns listade i Catalogue of Life.